# Tetramesa aequidens
Tetramesa aequidens is een vliesvleugelig insect uit de familie Eurytomidae. De wetenschappelijke naam is voor het eerst geldig gepubliceerd in 1923 door Waterston.